# Nova Cintra (São Tomé)
Nova Cintra é uma aldeia de São Tomé e Príncipe, localiza-se ao Norte, no distrito da Lobata, ilha de São Tomé, próxima às localidades das Laranjeiras, Santo Amaro, Aguã Casada, Desejada, Bela Vista, Maianço e do Rio Água Telho.